# Alexis Lemaire
Alexis Lemaire, född 1980, är världsrekordhållare i snabb huvudräkning. Alexis Lemaire har en doktorsexamen i datavetenskap inom området artificiell intelligens från universitetet i Reims. Han är också världsrekordhållare i att beräkna 13:e roten ur 100- och 200-siffriga tal.
Den 10 maj 2002 beräknade han 13:e roten ur ett 100-siffrigt tal på 13,55 sekunder, och slog därigenom både det officiella rekordet som hölls av Willem Klein (88,8 sekunder) och det mindre officiella rekordet av Gert Mittring (39 sekunder). Den 23 november 2004 försökte Mittring slå Lemaires rekord, men tiden 11,8 sekunder räknas inte som officiell då en berörd organisation har slutat acceptera rekord som baseras på rotutdragning från slumptal, på grund av svårigheten att standardisera utmaningen. Mindre än en månad senare (17 december 2004) slog Lemaire sitt eget rekord med tiden 3,625 sekunder, det är alltså tiden det tog för honom att läsa av talet, beräkna dess rot och berätta svaret.
Han fann den 13:e roten av det 100-siffriga talet 
3 893 458 979 352 680 277 349 663 255 651 930 553 265 700 608 215 449 817 188 566 054 427 172 046 103 952 232 604 799 107 453 543 533, som är 45 792 573.
Efter denna prestation gav Lemaire upp försöken att förbättra sin prestation vid beräkning av rötter ur 100-siffriga tal, och gick vidare till 200-siffriga tal. Några av hans försök beskrivs i referensen. (Se 13:e roten och). Som en idrottsman tränar han sin hjärna dagligen för uppgiften. Den 6 april 2005 beräknade han 13:e roten av ett 200-siffrigt tal på 8 minuter och 33 sekunder. Den 30 juli 2007 pressade Alexis ner sin tid till 77,99 sekunder vid Museum of the History of Science i Oxford och den 15 november förbättrade han ytterligare sin tid till 72,4 sekunder. Hans senaste prestation var den 10 december 2007, då han beräknade den 13:e roten av ett slumpmässigt 200-siffrigt tal på 70,2 sekunder. Den så kallade "mathleten" producerade svaret 2 407 899 883 032 220 på London Science Museum.
En dator användes för att producera slumpmässiga 200-siffrigt tal, från vilka Alexis Lemaire extraherade den 13:e roten. Museets intendent för matematik, Jane Wess, sa: "Han satte sig ner och var väldigt tyst - och helt plötsligt knäckte han uppgiften. Jag tror att det är det högsta belopp som beräknats mentalt. Han tycks ha ett stort minne och har gjort detta till sitt livs ambition. Det är anmärkningsvärt att se det ske. Ett mycket litet antal personer har denna extraordinära förmåga,... numera finns bara en handfull " Lemaire säger att hans mentala bedrifter har många användbara tillämpningar inom artificiell intelligens, hans forskningsområde.